# Ferraille (périodique)
Pour les articles homonymes, voir Ferraille (homonymie).
Ferraille ou Ferraille illustré est un magazine de bande dessinée humoristique publié à Albi par Les Requins Marteaux entre octobre 1996 et 2006. Il est paru 27 numéros de Ferraille illustré.

## Histoire
Après quelques années d'édition indépendante et la publication de plusieurs bandes dessinées, Marc Pichelin et Pierre Druilhe décident en 1996 de créer le journal Ferraille pour représenter le collectif d'auteurs des Requins Marteaux.
Entre le numéro 1 et le 21, le journal sort tous les trois mois et comprend 48 pages. L'impression est faite uniquement sur papier (dans le genre fanzine). Les bandes dessinées sont en noir et blanc ; seule la couverture est en couleur.
À partir du numéro 21 qui sort en 2003, le journal change de nom pour s'appeler Ferraille illustré. Il reste trimestriel mais avec plus de pages, une couverture cartonnée et des bandes dessinées en couleurs.
À cause de problèmes d'argent et malgré les efforts de Frankie Baloney (le faux rédacteur en chef de l'entreprise Ferraille), le journal sort irrégulièrement, mais avec de plus en plus de pages à chaque nouveau numéro.
Le journal est depuis le début en marge par rapport aux magazines de bandes dessinées classiques. On peut considérer qu'il se situe à mi-chemin entre le fanzine et le magazine grâce à son esprit décalé et sa contestation de la société de consommation (Supermarché Ferraille).

## Personnages et aventures
Dans chaque numéro, on retrouve en filigrane l'histoire des établissements Edouard-Michel Méroll qui produisent de l'huile pour moteur et pour les frites. Les différentes histoires sont présentés par l'un des employés des établissements Edouard-Michel Méroll qui n'est autre que M. Ferraille, une sorte de robot accompagné de son ami Bob. M. Ferraille n'a pas de morale, c'est un grand séducteur et a tendance à entraîner le pauvre Bob dans des aventures dramatiques.
On retrouve dans la plupart des numéros des auteurs comme Winshluss, Charlie Schlingo, Morvandiau, et des rubriques et séries de bande dessinée telles que l'indispensable « double-page pratique de Monsieur Vandermeulen », les aventures de Dickie, de Canetor, de Muerto Kid…

### Auteurs
Fred Andrieu - Aki - Bertoyas - Christophe Blain - Blexbolex - Blutch - Guillaume Bouzard - Émile Bravo - Jean-Louis Capron - Cizo -  Daniel Cressan - Pierre Druilhe - Ludovic Debeurme - Fanny Dalle-Rive - Quentin Faucompré - Felder - Lucie Durbiano - Guerse - Imius - Killoffer - Lindingre - Hugues Micol - Morvandiau - Jérôme Mulot - Nix - Marc Pichelin - Pieter De Poortere - Anouk Ricard - Florent Ruppert - Mathieu Sapin - Charlie Schlingo - Lewis Trondheim - Winshluss, etc.

## Produits dérivés
On retrouve sur le site des requins Marteaux de nombreux produits dérivés comme des affiches, des tee-shirt, et même un jeu vidéo appelé Kill Them All.

## Expositions
À côté du journal, les auteurs de Ferraille illustré, notamment Winshluss et Cizo, organisent des expositions telles que le Supermarché Ferraille ou l'exposition Musée Ferraille.